# 이추형
이추형(李秋珩, 1922년 6월 25일 ~ 1986년 7월 28일)은 대한민국의 독립운동가이다. 본관은 경주(慶州), 아명(兒名)은 이광기(李廣基), 호(號)는 산남(山南).

## 생애

### 주요 경력
- 1935년 2월 인천부평초등학교 졸업
- 1941년 2월 송도고등학교 졸업
- 1941년 9월 향리 경기도 인천(京畿道 仁川)에서 독립운동자금을 지원하는 등 독립운동을 전개.
- 1941년 10월 13일 6촌 형 이연형(李連珩)에게 소개를 받고 수원(水原)에 조선독립당(朝鮮獨立黨) 경기도 수원 지부에서 조선독립당 당원으로 입당 가입.
- 1941년 11월 5일 경기도 인천항 역전 버스정류장 앞 등지에서 4차례에 걸쳐 모금 끝에 총 185원을 조선독립당의 조선국 독립 운동 자금으로 납부한 직후 일경에 피체되어 형사재판 기소.
- 1942년 10월 7일 경성지방법원에서 소위 치안유지법 위반으로 징역 1년형을 선고받음.
- 1943년 10월 7일 만기출감.
- 1945년 8월 15일 경기도 파주에서 조선 광복을 목도. 이후 경기도 파주에 사실상 정주.
- 1946년 3월 한국독립당 초급행정위원.
- 1948년 6월 한국독립당 행정연대위원.
- 1949년 12월 한국독립당 상임위원.
- 1969년 12월 한국독립당 탈당.
- 1970년 대한민국 원호처 특임행정위원.
- 1971년 대한민국 원호처 특임행정위원 직위 퇴임.

## 사후
- 대한민국 정부는 고인의 공훈을 기리고자 2009년 대한민국 건국포장을 추서하였다.